# 4月13日
4月13日是公历年中的第103天（闰年的第104天），离全年结束还有262天。

## 大事记

### 20世紀以前
- 675年：唐高宗诏令武则天摄国政。
- 710年：日本元明天皇將都城由藤原京遷往平城京，正式從飛鳥時代進入奈良時代。
- 1598年：法国国王亨利四世签署颁布《南特诏书》，承认胡格诺派教徒的信仰自由。
- 1742年：德国巴洛克音乐作曲家格奥尔格·弗里德里希·韩德尔的神剧《弥赛亚》在爱尔兰都柏林首演。
- 1777年：美國獨立戰爭：英國軍隊和黑森傭兵突然針對大陸軍位於紐澤西州邦德溪行政區的前哨發動襲擊。
- 1829年：英國國會通過的《天主教解放法案》正式頒布，解除對天主教會信徒的限制。

### 20世紀
- 1905年：台灣發佈第一次戒嚴。[1]:765
- 1919年：英属印度军队于阿姆利则札连瓦拉园持枪扫射群众，造成约1000人死亡。
- 1919年：巴伐利亚苏维埃共和国建立。
- 1922年：日本童軍總會成立。
- 1939年：冼星海創作《黄河大合唱》在陝西省延安首演。
- 1941年：蘇聯與日本簽訂《日蘇中立條約》。
- 1943年：纳粹德国宣布在卡廷发现苏联军队埋葬波兰战俘的万人冢，导致波兰流亡政府与苏联断交。
- 1943年：位於美國華盛頓特區的傑佛遜紀念堂在湯瑪斯·傑弗遜誕辰200週年之際正式落成。
- 1944年：蘇聯收复刻赤半岛。
- 1945年：第二次世界大戰：蘇聯和保加利亞軍隊成功攻佔原本由納粹德國統治的奧地利首都維也納。
- 1953年：伊恩·佛萊明的小說《皇家賭場》出版，為第一部以英國間諜詹姆士·龐德為主角的作品。
- 1957年：黄河三门峡水利枢纽工程正式开工。
- 1958年：冷戰期間，美國鋼琴家范·克萊本贏得莫斯科首屆柴可夫斯基國際音樂比賽。
- 1970年：美國國家航空暨太空總署的阿波羅13號因為服務艙氧氣瓶爆炸，被迫放棄登陸月球任務。
- 1972年：萬國郵政聯盟决议接纳中华人民共和国为正式成员国，取消对中华民国的认同。
- 1973年：香港文憑教師發動罷課，三位宗教領袖出面調停[2]。
- 1975年：黎巴嫩長槍黨和解放巴勒斯坦人民陣線在貝魯特發生衝突，黎巴嫩內戰爆發。
- 1975年：乍得发生軍事政變（英语：Chadian coup of 1975）。
- 1980年：唐代高僧鉴真坐像从日本运往扬州。
- 1984年：印度军队抢先占领克什米尔的锡亚琴冰川，随后与巴基斯坦军队展开争夺该地区的战斗。
- 1987年：中國政府與葡萄牙政府代表在北京市簽署《中葡聯合聲明》，協議將澳門治權移交給中國。
- 1988年：第七屆全國人民代表大會第一次會議通過關於設立海南省的決定及建立海南經濟特區的決議。

### 21世紀
- 2012年：朝鲜最高人民会议推举金正恩为朝鲜国防委员会第一委员长。此前4月11日，朝鲜劳动党第四次代表会议推举其为朝鲜劳动党中央委员会第一书记。
- 2012年：朝鲜光明星3号通讯卫星在平安北道铁山郡由银河3号运载火箭搭载升空，其后由于运载火箭发生爆炸而坠毁。
- 2015年：私人國家利伯自由共和國在克羅地亞和塞爾維亞邊界的西加成立。
- 2021年：日本政府正式决定将福岛核电站核污水排入太平洋，预计于2023年开始排放。

## 出生
- 1519年：凯瑟琳·德·美第奇，法国王后。（1589年逝世）
- 1559年：松平信康，日本戰國時代武將，德川家康之子。（1579年逝世）
- 1570年：盖伊·福克斯，英格蘭天主教阴谋组织成员。（1606年逝世）
- 1732年：諾斯勳爵，英國首相。（1792年逝世）
- 1743年：托马斯·杰斐逊，美国资产阶级革命家、第三任美国总统。（1826年逝世）
- 1764年：洛朗·古維翁-聖西爾，法國軍人、政治家，法國元帥。（1830年逝世）
- 1771年：理查·特里維西克，英國發明家、礦業工程師，蒸氣機車的發明者。（1833年逝世）
- 1799年：路德維希·萊爾斯塔勃，德國詩人、音樂評論家。（1860年逝世）
- 1802年：利奧波德·費卿格，奧地利動物學家。（1884年逝世）
- 1808年：安东尼奥·穆齐，意大利发明家，电话的最早发明者。（1889年逝世）
- 1832年：胡安·蒙塔爾沃，厄瓜多作家、外交官。（1889年逝世）
- 1846年：威廉·麥格雷戈，英國足球管理者，英格蘭足球聯賽的創辦者。（1911年逝世）
- 1848年：淺野總一郎，日本企業家、實業家。（1930年逝世）
- 1850年：亞瑟·馬修·韋爾德·唐寧，愛爾蘭數學家、天文學家。（1917年逝世）
- 1860年：詹姆斯·恩索爾，比利時畫家、版畫家。（1949年逝世）
- 1879年：小雷德菲爾德·普羅克特，美國政治人物，第59任佛蒙特州州長。（1957年逝世）
- 1883年：亞歷山大·亞歷山德羅夫，俄羅斯作曲家，蘇聯國歌及俄羅斯聯邦國歌作曲者。（1946年逝世）
- 1885年：彼得·舒爾茨·赫布蘭迪，荷蘭首相。（1961年逝世）
- 1892年：勞勃·華生-瓦特，英國物理學家，雷達的發明者。（1973年逝世）
- 1892年：林仰山，英國浸禮會傳教士。（1974年逝世）
- 1899年：阿爾弗雷德·舒茨，奧地利裔美國哲學家、社會學家、現象學家。（1959年逝世）
- 1901年：赵世炎，中国共产党早期革命活动家、工人運動領袖。（1927年逝世）
- 1901年：，天主教會樞機、北平輔仁大學董事長、臺北輔仁大學校長。（1978年逝世）
- 1906年：薩繆爾·貝克特，愛爾蘭作家，1969年諾貝爾文學獎得主。（1989年逝世）
- 1909年：斯坦尼斯瓦夫·烏拉姆，波蘭數學家、核物理學家。（1984年逝世）
- 1913年：陳文寬，台灣飛行員、企業家、超級人瑞。（2023年逝世）
- 1934年：劉興欽，台灣漫畫家、發明家。
- 1936年：艾芙琳·戴茲，瑞士裔美國藝術品經銷商、策展人、經紀人。（2019年逝世）
- 1936年：林怡，香港作家、時事評論家。（2022年逝世）
- 1937年：岸義人，日本有機合成化學家。（2023年逝世）
- 1937年：耶利米·保羅·歐斯垂克，美國天體物理學家。（2025年逝世）
- 1938年：弗雷德里克·熱夫斯基，波蘭裔美國作曲家、鋼琴家。（2021年逝世）
- 1939年：谢默斯·希尼，爱尔兰作家、诗人，1995年諾貝爾文學獎得主。（2013年逝世）
- 1939年：保羅·索維諾，美國男演員、歌劇演唱家、商人、作家、雕塑家。（2022年逝世）
- 1940年：馬克斯·莫斯利，英國賽車手、律師，前國際汽車聯合會主席。（2021年逝世）
- 1942年：黃星華，香港政府官员（2012年逝世）
- 1943年：劉家昌，台灣音樂人。（2024年逝世）
- 1950年：朗·帕爾曼，美國男演員、配音員、製片人
- 1950年：威廉·托馬斯·桑德勒，美國男演員
- 1955年：泰德·約霍，美國政治人物，曾任佛羅里達州聯邦眾議員
- 1961年：伊尼亞齊奧·卡西斯，瑞士政治人物，現任瑞士聯邦總統及瑞士聯邦委員會委員
- 1963年：加里·卡斯帕罗夫，俄羅斯西洋棋棋手、政治家
- 1967年：張濟元，韓國政治人物，曾任韓國國會議員（2025年逝世）
- 1969年：邵傳勇，香港演員
- 1969年：哈文，中國制片人、導演
- 1970年：喬拉尼·西爾韋斯特，匈牙利男子競技體操運動員（2022年逝世）
- 1972年：陳寶玲，香港電台節目主持人
- 1974年：魯本·奧斯倫，瑞典電影導演、編劇、監製、剪輯師、攝影師
- 1975年：詹雅菁，台灣女性配音員
- 1978年：卡莱斯·普约尔，西班牙足球运动员
- 1979年：姚予晴，香港模特兒
- 1982年：衛蘭，香港女歌手
- 1982年：衛詩，香港女歌手
- 1982年：林子善，香港演員
- 1983年：古古·瑪芭塔-勞，英國女演員
- 1983年：妮科爾·庫克，英國女子自由車運動員
- 1984年：安達斯·連迪加特，丹麥守門員
- 1984年：水嶋宏，日本男演員、作家
- 1984年：陳嘉男，中國男演員
- 1985年：謝俊奇，台灣歌手
- 1986年：呂政儒，台灣男子籃球運動員
- 1987年：楊伊湄，台灣主播
- 1988年：陳大天，台灣諧星、演員
- 1988年：會澤翼，日本職業棒球運動員
- 1989年：Zion.T，韓國男歌手
- 1989年：瑪瑪莉卡，烏克蘭女歌手、演員
- 1990年：林艾融，台灣女藝人
- 1991年：布蘭克莎·米赫露域，塞爾維亞女子排球運動員
- 1994年：齊思鈞，中國男演員、主持人
- 1994年：安赫洛·恩里克斯，智利足球運動員
- 1994年：金茲·齊巴洛迪斯，拉脫維亞動畫導演、作曲家
- 1996年：中元日芽香，日本女子偶像團體乃木坂46成員
- 1998年：孫永宅，韓國男子偶像團體Golden Child成員
- 1998年：洛拉娜·奧利韋拉，巴西女子競技體操運動員
- 2000年：蘭茜·麥多尼，韓國女子偶像團體MOMOLAND成員
- 2001年：櫻井海音，日本鼓手、男演員、時裝模特兒
- 2002年：金鐘亨，韓國男子偶像團體DKZ成員
- 2005年：Jiwoo，韓國女子偶像團體NMIXX成員
- 生年不詳：薛宏美，日本女性聲優、演員
- 生年不詳：大熊和奏，日本女性聲優
- 生年不詳：金子彩花，日本女性聲優

## 逝世
- 814年：克鲁姆，保加利亚大公。（生年不詳）
- 1570年：達尼埃萊·巴爾巴羅，義大利神職人員、外交官。（1514年出生）
- 1695年：让·德·拉封丹，法国诗人。（1621年出生）
- 1868年：特沃德羅斯二世，衣索比亞皇帝。（1818年出生）
- 1874年：江藤新平，日本政治人物。（1834年出生）
- 1880年：福鈞，蘇格蘭植物學家。（1812年出生）
- 1890年：塞繆爾·J·蘭德爾，美國政治家，第33任眾議院議長。（1828年出生）
- 1912年：石川啄木，日本詩人、小說家、評論家。（1886年出生）
- 1920年：高木兼寬，日本海軍軍醫。（1849年出生）
- 1929年：後藤新平，日本醫生、政治人物。（1857年出生）
- 1941年：安妮·坎农，美國天文学家，恒星光谱分类的开拓者。（1863年出生）
- 1943年：莫壽增，香港教區主教。（1866年出生）
- 1954年：塞缪尔·琼斯，美國男子田徑運動員。（1880年出生）
- 1956年：埃米爾·諾爾德，德國畫家。（1867年出生）
- 1956年：伊夫林·比阿特麗斯·霍爾，英國作家。（1868年出生）
- 1956年：俞成华，上海教会长老。（1901年出生）
- 1976年：周榮鑫，中國政治人物（1917年出生）
- 1987年：赫伯特·布魯默，美國社會學家（1900年出生）
- 1995年：郎静山，摄影大师（1892年出生）
- 1998年：帅孟奇，中国妇女运动先驱。（1897年出生）
- 2002年：劉其偉，臺灣畫家、人類學家。（1912年出生）
- 2008年：約翰·惠勒，美國物理學家。（1911年出生）
- 2011年：梅欣，香港女演员。
- 2013年：林洋港，臺灣政治家（1927年出生）[3]。
- 2014年：厄尼斯特·拉克勞，阿根廷政治哲學家。（1935年出生）
- 2015年：君特·格拉斯，德國作家，1999年諾貝爾文學獎得主（1927年出生）[4]。
- 2015年：愛德華多·加萊亞諾，烏拉圭記者、小說家（1940年出生）[5]
- 2015年：河角龍典，日本地理學家（1971年出生）
- 2018年：米洛斯·福曼，捷克裔美國電影導演、編劇（1932年出生）
- 2025年：珍·馬許，英國女演員（1934年出生）
- 2025年：马里奥·巴尔加斯·略萨，秘魯作家、詩人，2010年諾貝爾文學獎得主（1936年出生）
- 2025年：理察·李·阿米塔吉，美國政治人物（1945年出生）

## 节假日和习俗
- 泼水节，是傣族、德昂族最盛大的传统节日，相当于中国的新年
- 泰國：宋干节，即泰曆新年
- ：教師節